# Bagh-e Babur

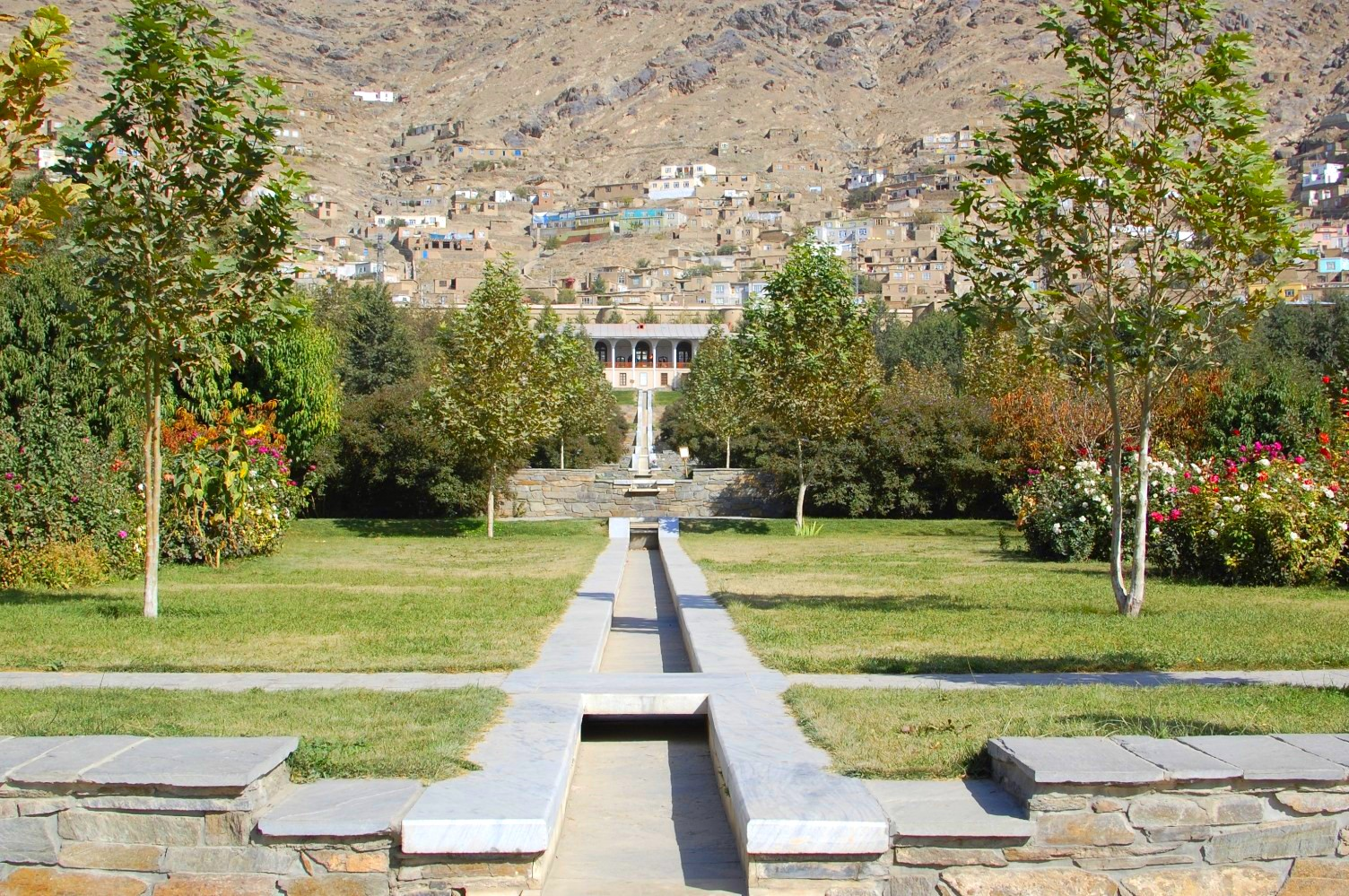
De binnenkant van de tuinen van Babur

De tuinen van Babur, plaatselijk genaamd Bagh-e Babur (Perzisch: باغ بابر), vormen een historisch park in de Afghaanse hoofdstad Kabul. Hier was ook de laatste rustplaats van de eerste grootmogol Babur. De tuinen zijn aangelegd rond 1528 A.D.
Het was de traditie van Mogolse prinsen parken aan te laten leggen voor recreatie, en ze kozen Bagh-e Babur als laatste rustplaats. Het park bleef van belang voor Baburs opvolgers. Nuruddin Salim Jahangir maakte een bedevaart naar dit park rond 1607, toen besloot hij om muren te laten bouwen rond alle tuinen van Bagh-e Babur en een gebedsplatform naast het graf van Babur. Ook werd er een grafsteen met inscriptie geplaatst aan de kant van Baburs hoofd.
Tijdens het bezoek van Shah Jahan in 1638 werd er een marmeren beeld opgericht bij de graven van de grootmogols, en er werd ook een moskee gebouwd op het terras beneden.
Later werd er ook een kanaal gegraven dat begon tussen de bomen op het terras onder de moskee, en er werden zwembaden gegraven waarin je op bepaalde tijdstippen kon zwemmen.

## Foto's

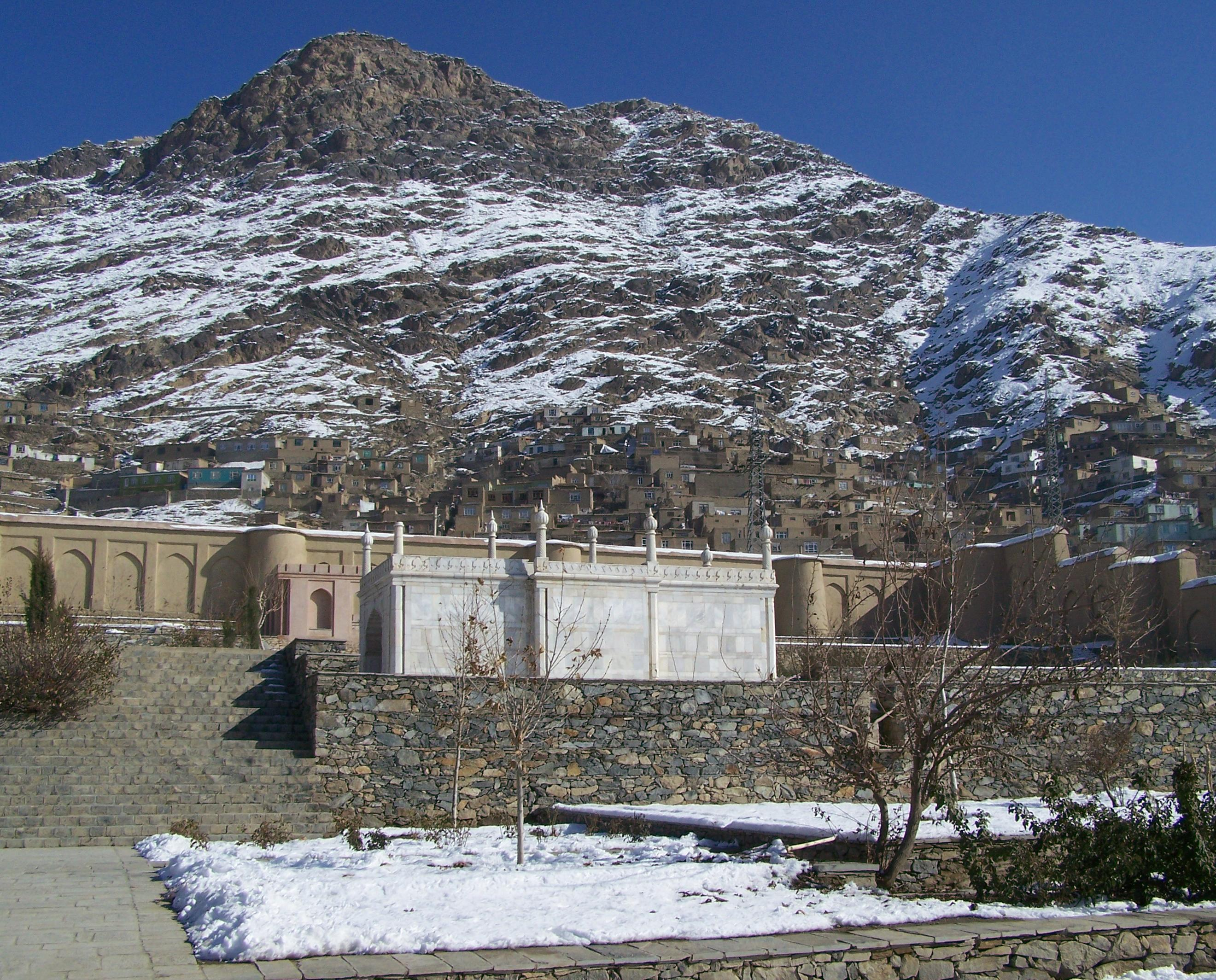
De ligging van Bagh-e Babur
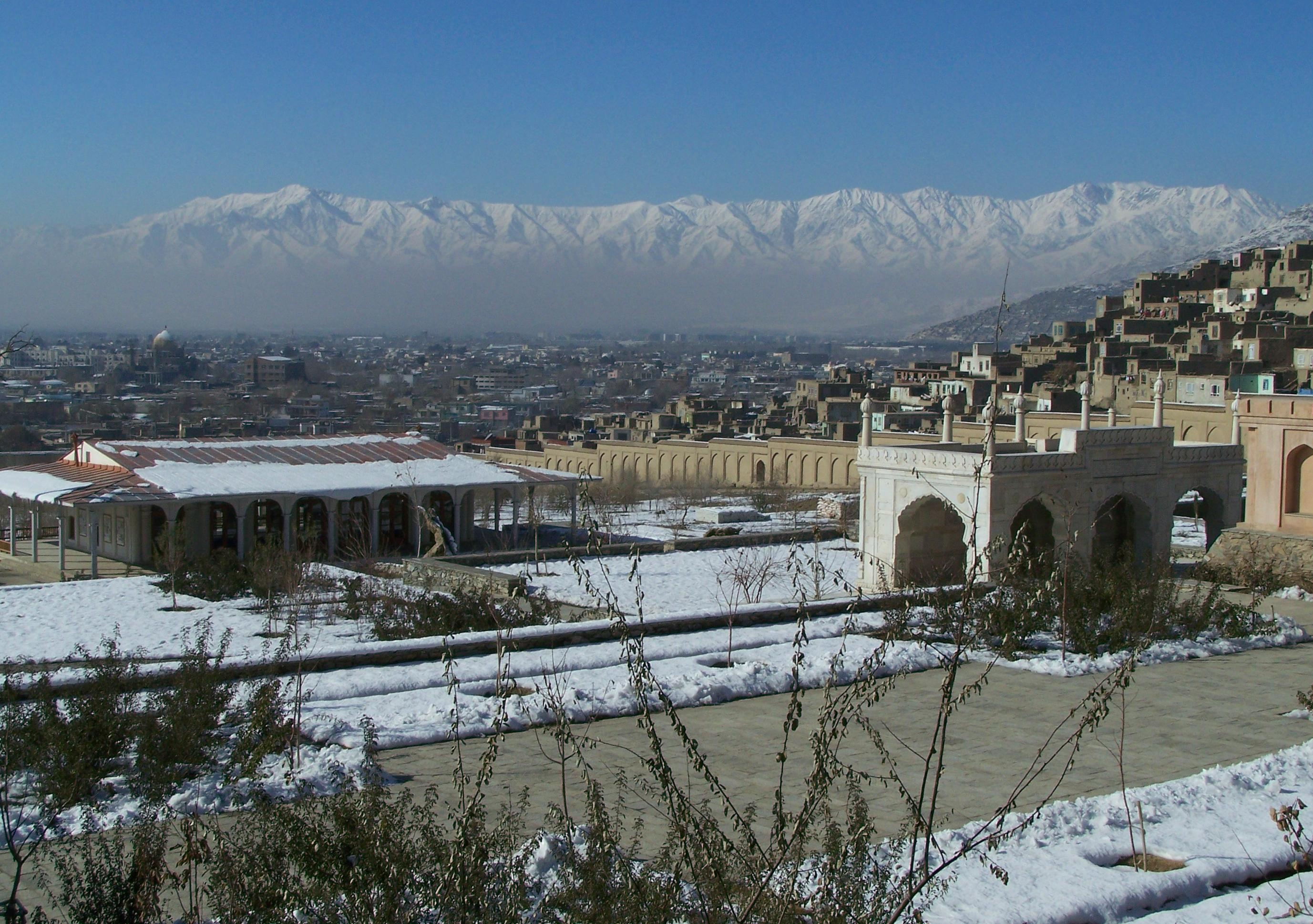
Vanuit een andere hoek
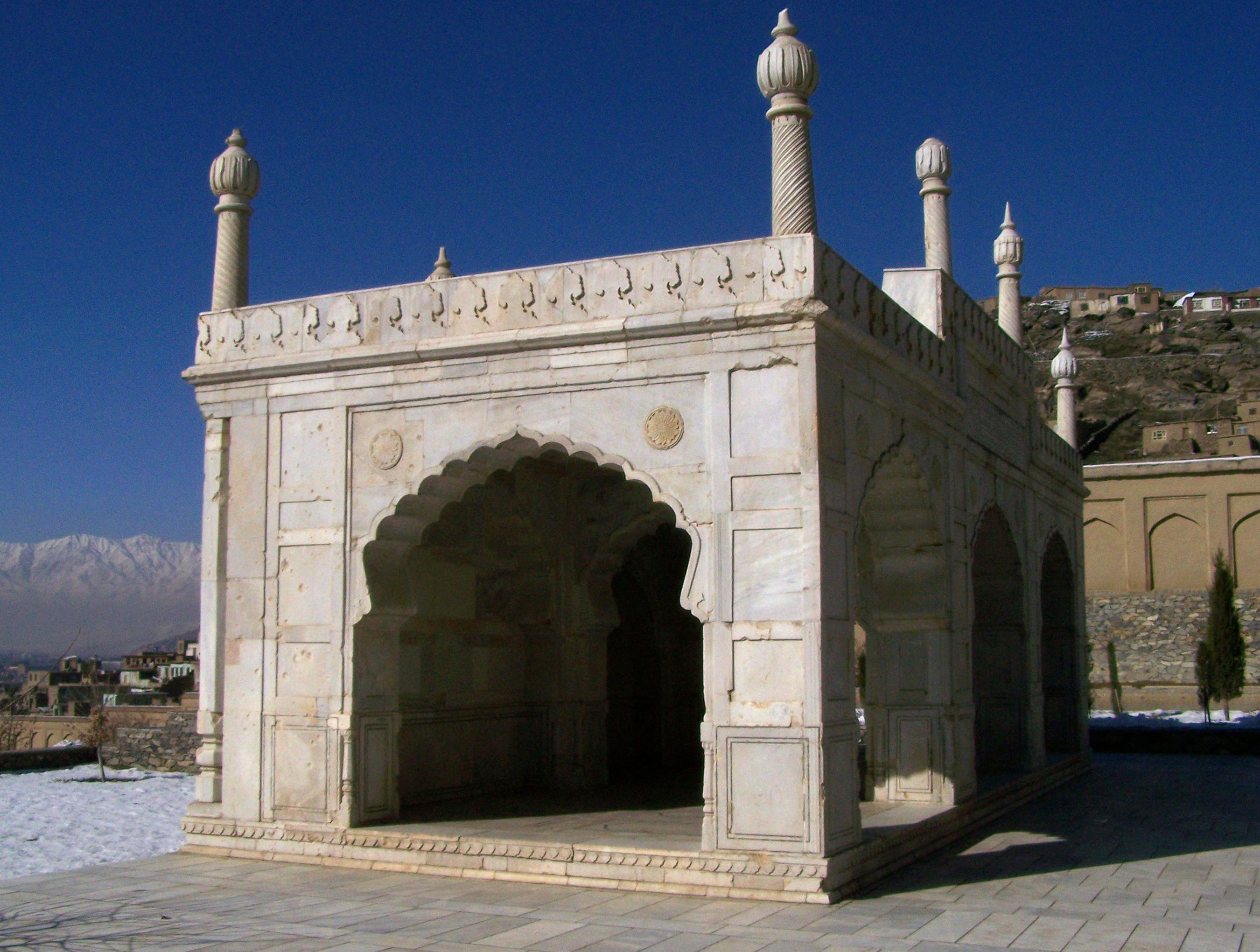
Moskee
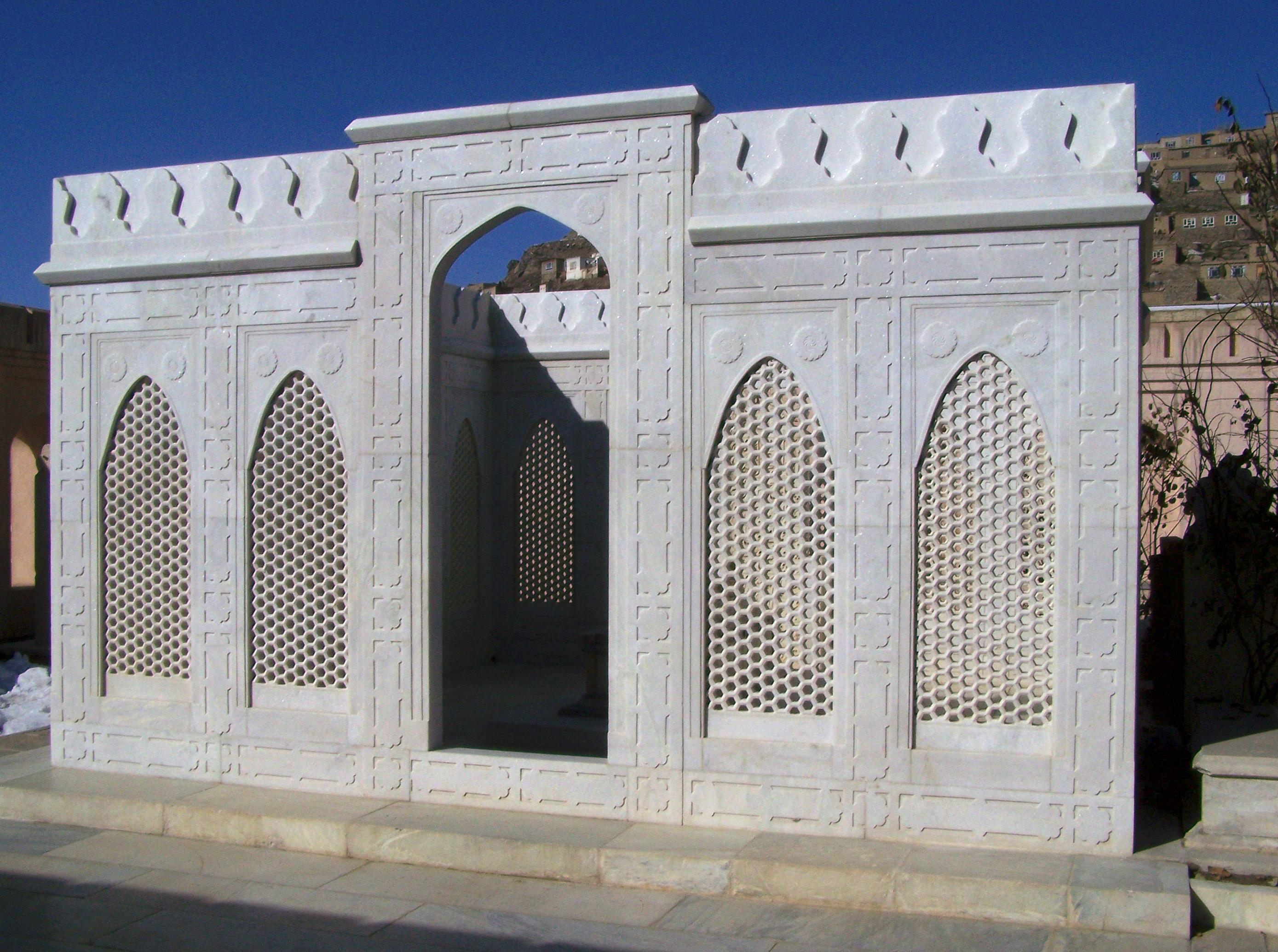
Het grafmonument van Babur
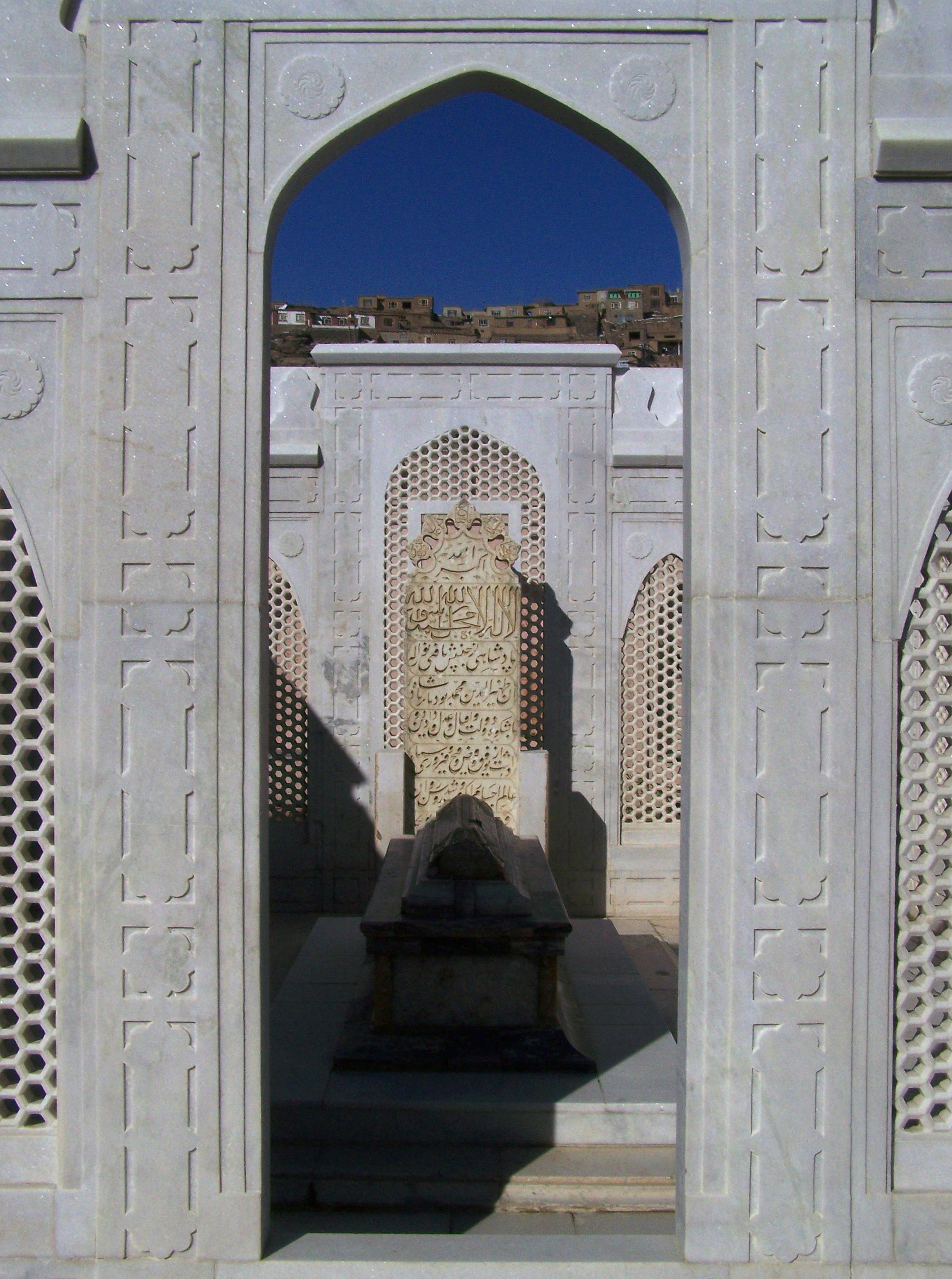
Ingang van het grafmonument
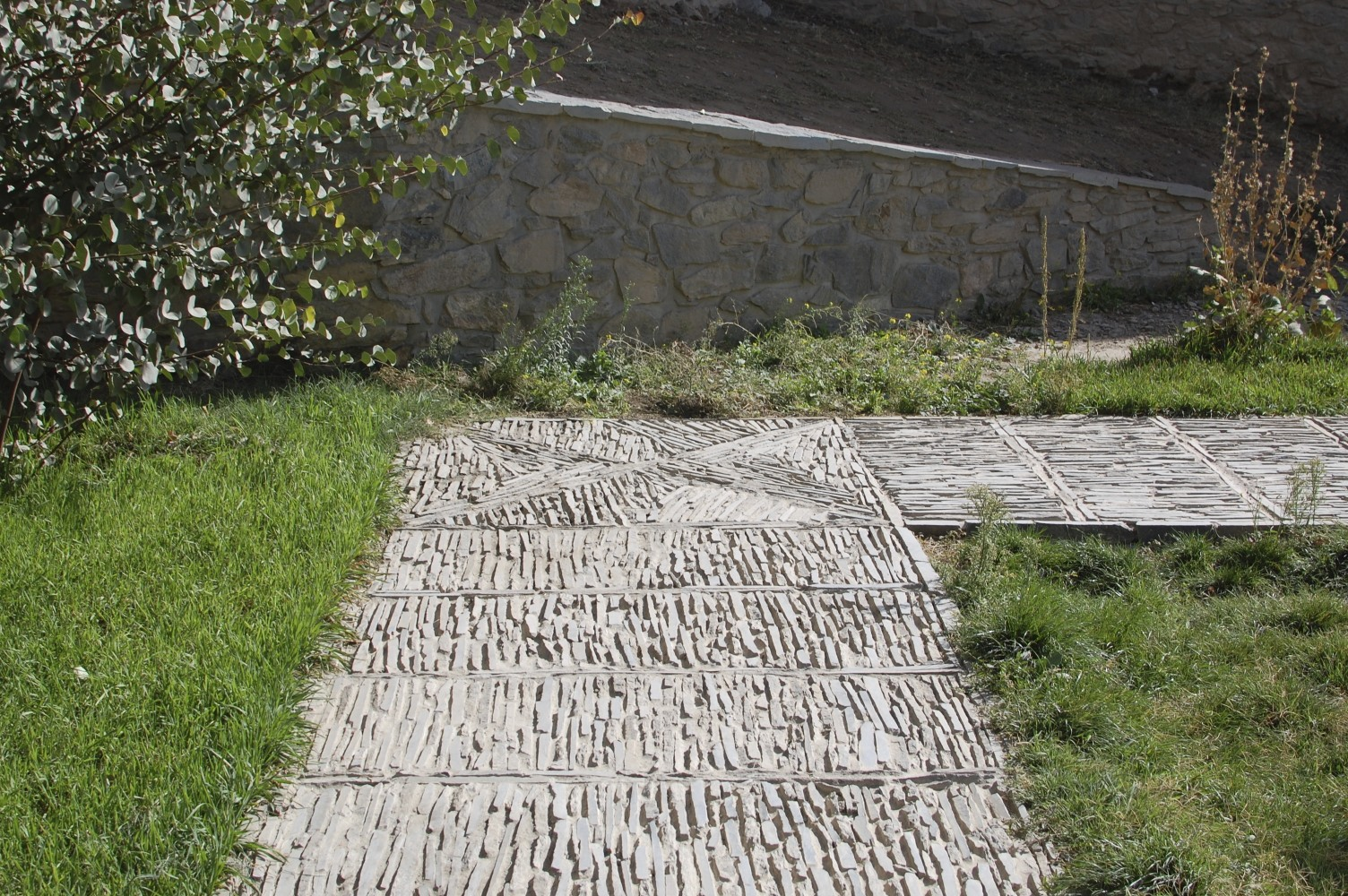
Een voetpad in Bagh-e Babur